# Arne Robertsson
Arne Alf Robert „Robban“ Robertsson (* 23. März 1942 in Lidköping; † 29. Januar 1991 ebenda) war ein schwedischer Ringer. Er war dreimaliger Olympiateilnehmer und Medaillengewinner bei Welt- und Europameisterschaften.

## Werdegang
Robertsson begann als Jugendlicher beim Lidköpings AS (Atletsällskap) mit dem Ringen. Diesem Verein blieb er während seiner ganzen Karriere treu. Er war ein blonder Hüne, der als Erwachsener zu einem ausgewachsenen Schwergewichtler heranwuchs und in beiden Stilarten, dem griechisch-römischen und dem Freistil, startete.
1964 wurde Arne Robertsson erstmals schwedischer Meister im Freistil. 1966 gewann er diesen Titel sogar in beiden Stilarten. Im Laufe seiner langen Karriere wurde er insgesamt 21-mal Schwedischer Meister. 10 Titel errang er im griechisch-römischen Stil und 11 im Freistil. Seine Hauptkonkurrenten in jenen Jahren in Schweden waren Ragnar Svensson und Lennart Persson. Da Ragnar Svensson die Szene in Schweden im griechisch-römischen Stil beherrschte, begann die internationale Karriere von Arne Robertsson im Freistil.
Er belegte dabei bei den Olympischen Spielen 1964 in Tokio im Schwergewicht nach einem Unentschieden gegen Masanori Saito aus Japan und Niederlagen gegen den Ex-Weltmeister Hamit Kaplan aus der Türkei und den Olympiasieger von 1960 Wilfried Dietrich aus der Bundesrepublik Deutschland den 11. Platz. Dazu kann man bemerken, dass Arne Robertsson bei diesem Wettkampf nicht gerade von Losglück verfolgt war.
Bei der Europameisterschaft 1966 in Karlsruhe, seinem nächsten Start bei einer internationalen Meisterschaft, belegte Arne Robertsson im Schwergewicht mit einem Unentschieden gegen Bohumil Kubát aus der Tschechoslowakei und einer Niederlage gegen Alexander Medwedew aus der Sowjetunion den 7. Platz. Bei der Europameisterschaft 1967 in Istanbul schnitt er in etwa gleich ab wie bei der Europameisterschaft 1966. Er belegte im Freistil den 6. Platz. Dabei verlor er nach einem Unentschieden gegen den Ungarn László Nyers erneut gegen Wilfried Dietrich und musste sich auch dem Tschechen Bohumil Kubát geschlagen geben.
1968 startete Arne Robertsson bei der Europameisterschaft im Freistil in Skopje. Er rang dort dreimal Unentschieden, gegen Peter Germer aus der DDR, gegen Bohumil Kubát und gegen Roland Bock aus der BRD. Er hatte damit aber mehr als 6 Fehlerpunkte erreicht und musste, obwohl er ungeschlagen war, nach der 3. Runde ausscheiden. Er belegte damit nur den 9. Platz. Er startete 1968 auch wieder bei den Olympischen Spielen und belegte dabei in Mexiko-Stadt im Freistil nach Niederlagen gegen Abolfazl Anvari aus dem Iran und Larry Kristoff aus den Vereinigten Staaten den 10. Platz.
Im Jahre 1969 gewann er dann seine erste Medaille bei einer internationalen Meisterschaft. Er kam bei der Europameisterschaft in Modena, bei der er im griechisch-römischen Stil startete, auf den 2. Platz. Dieses Ergebnis erreichte er mit Siegen über Walter Kleemann aus Dänemark, Josef Schummer aus Luxemburg und Giuseppe Marcucci aus Italien. Im Finalkampf gegen Omar Topuz aus der Türkei musste er eine Punktniederlage hinnehmen.
1970 kam Arne Robertsson bei der Europameisterschaft in Ostberlin im Schwergewicht im griechisch-römischen Stil nach Niederlagen gegen Petr Kment (Tschechoslowakei) und József Csatári aus Ungarn nur auf den 8. Platz. Er beendete daraufhin seine internationale Ringerkarriere, soweit sie die Teilnahme bei internationalen Meisterschaften betraf, und war auch nicht bei den Olympischen Spielen 1972 in München am Start. Auf nationaler Ebene rang er aber weiter und belegte bei einigen internationalen Turnieren noch gute Plätze.
1975 startete er ein Comeback. Die erste internationale Meisterschaft, an der er nach seiner Pause wieder teilnahm, war die Europameisterschaft im griechisch-römischen Stil in Ludwigshafen am Rhein. Er verlor dort aber beide Kämpfe, die er bestritt, und landete auf dem 7. Platz. Ähnlich erging es ihm bei den Olympischen Spielen 1976 in Montreal. Wieder verlor er seine Kämpfe gegen Roman Codreanu aus Rumänien und Richard Wolff aus der BRD und kam damit auf den 9. Platz.
Den größten Erfolg in seiner Laufbahn erzielte Arne Robertsson dann im Jahre 1977, als er bei der Weltmeisterschaft in Göteborg im griechisch-römischen Stil im Schwergewicht hinter Nikola Dinew aus Bulgarien und Oleksandr Koltschynskyj aus der Sowjetunion, vor Einar Gundersen aus Norwegen, János Rovnyai aus Ungarn und Prvoslav Ilić aus Jugoslawien den 3. Platz belegte. Einzelergebnisse von dieser Meisterschaft sind nicht bekannt.
Nach diesem großen Erfolg beendete er seine internationale Ringerlaufbahn endgültig. Seine letzte Schwedische Meisterschaft errang er 1980 im Alter von 38 Jahren. Arne Robertsson verstarb 1991 im Alter von 49 Jahren.

## Internationale Erfolge
| Jahr | Platz | Wettbewerb                                   | Stil | Gewichtsklasse | |
| 1964 | 11.   | OS in Tokio                                  | F    | Schwer         | mit einem Unentschieden gegen Masanori Saito (Japan) und Niederlagen gegen Hamit Kaplan (Türkei) und Wilfried Dietrich (BRD)                          |
| 1965 | 5.    | Klippan-Turnier                              | GR   | Schwer         | hinter Ragnar Svensson (Schweden), Roland Bock (BRD), Miodrag Čitaković (Jugoslawien) und Alan Törnström (Schweden)                                   |
| 1966 | 2.    | Wladislaus-Pytlasinski-Memorial in Warschau  | GR   | Schwer         | hinter Anatoli Kotschnew (Sowjetunion), vor Edward Wojda (Polen)                                                                                      |
| 1966 | 7.    | EM in Karlsruhe                              | F    | Schwer         | nach einem Unentschieden gegen Bohumil Kubát (Tschechoslowakei) und einer Niederlage gegen Alexander Medwedew (UdSSR)                                 |
| 1967 | 3.    | Alsia-Cup in Sonderborg, Dänemark            | GR   | Schwer         | hinter Popow (UdSSR) und Edward Wojda |
| 1967 | 6.    | EM in Istanbul                               | F    | Schwer         | nach einem Unentschieden gegen László Nyers (Ungarn) und Niederlagen gegen Wilfried Dietrich und Bohumil Kubát                                        |
| 1968 | 1.    | Intern. Turnier in Zakopane                  | F    | Schwer         | vor Tilew (Bulgarien) |
| 1968 | 9.    | EM in Skopje                                 | F    | Schwer         | nach einem Unentschieden gegen Peter Germer (DDR), Bohumil Kubát und Roland Bock (BRD)                                                                |
| 1968 | 10.   | OS in Mexiko-Stadt                           | F    | Schwer         | nach Niederlagen gegen Abolfazl Anvari (Iran) und Larry Kristoff (USA)                                                                                |
| 1969 | 4.    | Klippan-Turnier                              | GR   | Superschwer    | hinter Roland Bock, Anatoli Kotschnew und Jürgen Klinge (DDR)                                                                                         |
| 1969 | 3.    | Wladiyslaus-Pytlasinksi-Memorial in Warschau | GR   | Superschwer    | hinter Abalentschew (UdSSR) und Edward Wojda |
| 1969 | 2.    | EM in Modena                                 | GR   | Superschwer    | mit Siegen über Walter Kleemann (Dänemark), Josef Schummer (Luxemburg) und Giuseppe Marcucci (Italien) und einer Niederlage gegen Omar Topuz (Türkei) |
| 1970 | 3.    | Klippan-Turnier                              | GR   | Superschwer    | hinter Nikolai Schmakow (UdSSR) und Horst Schwarz (BRD)                                                                                               |
| 1970 | 8.    | EM in Ost-Berlin                             | GR   | Superschwer    | nach Niederlagen gegen Petr Kment (Tschechoslowakei) und József Csatári (Ungarn)                                                                      |
| 1971 | 4.    | Klippan-Turnier                              | GR   | Superschwer    | hinter Alexandar Tomow (Bulgarien), Horst Schwarz und Victor Dolipschi (Rumänien)                                                                     |
| 1972 | 2.    | Internationales Turnier in Växjö             | GR   | Superschwer    | hinter Wilfried Dietrich, vor Andre Burek (Tschechoslowakei)                                                                                          |
| 1975 | 1.    | Mälar-Cup in Västerås                        | GR   | Superschwer    | vor Hannu Hämälainen (Finnland) und Ebbe Thorup (Dänemark)                                                                                            |
| 1975 | 7.    | EM in Ludwigshafen am Rhein                  | GR   | Superschwer    | nach Niederlagen gegen Lorenz Hecher (BRD) und János Rovnyai (Ungarn)                                                                                 |
| 1976 | 5.    | EM in Leningrad                              | GR   | Superschwer    | mit einem Sieg über Raimo Karlsson (Finnland) und Niederlagen gegen Alexandar Tomow und Roman Codreanu (Rumänien)                                     |
| 1976 | 9.    | OS in Montreal                               | GR   | Superschwer    | nach Niederlagen gegen Roman Codreanu und Richard Wolff (BRD)                                                                                         |
| 1977 | 2.    | Internationales Turnier in Helsinki          | GR   | Superschwer    | hinter Henryk Tomanek (Polen), vor Heinz Schäfer (BRD)                                                                                                |
| 1977 | 3.    | WM in Göteborg                               | GR   | Superschwer    | hinter Nikola Dinew (Bulgarien) und Oleksandr Koltschynskyj (UdSSR), vor Einar Gundersen (Norwegen), János Rovnyai und Prvoslav Ilić (Jugoslawien)    |
| 1978 | 3.    | Klippan-Turnier                              | GR   | Superschwer    | hinter Awtandil Maissuradse (UdSSR) und Rangel Gerowski (Bulgarien)                                                                                   |

Legende:
OS: Olympische Spiele
WM: Weltmeisterschaft
EM: Europameisterschaft
GR: griechisch-römischer Stil
F: Freistil

Schwergewicht: bis 1968 über 97 kg

Superschwergewicht: ab 1969 über 100 kg

## Schwedische Meisterschaften
Arne Robertsson gewann folgende schwedische Meistertitel:
- griechisch-römischer Stil: 1966, 1970, 1971, 1972, 1975, 1976, 1977, 1978, 1979, 1980
- Freistil: 1964, 1966, 1967, 1968, 1969, 1970, 1971, 1975, 1976, 1977, 1978